# Kiropraktika
Kiropraktika je veja alternativne medicine, s poudarkom na diagnosticiranju, zdravljenju in preprečevanju motenj skeletnomišičnega sistema, predvsem hrbtenice. Predpostavlja, da te motnje vplivajo na celoten organizem preko delovanja na živčni sistem. Osnovna ideja kiropraktike je ta, da ima telo sposobnost samozdravljenja ter da sta zgradba telesa (predvsem zgradba hrbtenice) in njegovo delovanje med seboj povezani - cilj kiropraktike je torej vzpostavljanje ravnovesja med zgradbo in delovanjem.

## Zgodovina
Manualno zdravljenje hrbtenice so poznali že v starem Egiptu in Grčiji, izvajal naj bi jo tudi
Hipokrat v 5. stoletju pred našim štetjem. Po svetu obstaja več različic kiropraktike, kakršna je
na primer hoja po hrbtu pri ameriških Indijancih.
Za začetek kiropraktike, kot jo poznamo danes, pa štejemo leto 1895, ko jo je ustanovil Američan
Daniel David (D.D.) Palmer. Menil je, da lahko ročna "nastavitev" oz. manipulacija hrbtenice ozdravi
oz. pomaga pri okvari. Palmer je trdil, da premik kateregakoli dela okostja lahko stisne živce,
se pravi komunikacijske kanale in tako okrepi ali oslabi njihovo sposobnost za prenašanje in s tem
izzove premočno ali preslabotno funkcijo, oziroma motnjo, ki ji pravimo bolezen. Neznatni premiki
vretenc (kar imenujemo tudi subluksacije) lahko povzročijo veliko različnih simptomov - ne le bolečin
v predelu hrbta, temveč tudi glavobole, slabo prebavo, astmo in psoriazo.
Prvi Palmerjev pacient je bil njegov pomočnik Harvey Lillard, ki naj bi že 17 let imel težave s sluhom
zaradi poškodbe hrbtenice. Po nekaj dnevih naravnavanja hrbtenice se je Lillardu sluh skoraj
popolnoma povrnil.
Kljub ohranjanju družinske skrivnosti je Palmer leta 1898 začel učiti kiropraktiko na "Palmerjevi Šoli
Kiropraktike". Njegov sin, ki je bil tudi eden izmed študentov, je 8 let kasneje prevzel šolo in tako se je
ta veja alternativne medicine začela razširjati. Kasneje sta uvedla rentgensko slikanje kot obvezno za
postavitev diagnoze pri pacientih.
Na začetku je bila kiropraktika deležna mnogih kiritk. Mnogo je bilo kiropraktikov brez ustrezne
izobrazbe, uporabljali so tudi razne inštrumente in pripomočke, česar pa tako sin kot oče Palmer
nista odobravala. Pojavilo se je mnogo tožb zoper kiropraktike, ki so svoje delo opravljali brez licence.
Mnogi so bili zaradi tega tudi zaprti, med njimi tudi ustanovitelj kiropraktike. Tako je njegov sin
ustanovil Mednarodno Združenje Kiropraktikov (International Chiropractors Association ICA). Kiropraktika
še dolgo časa ni bila sprejeta s strani uradne medicine. Leta 1987 pa je Ameriško Medicinsko
Združenje (American Medical Association AMA) le sklenilo, da se številne tožbe prenehajo.
Resnejše raziskave idej kiropraktike se niso začele pred letom 1970. Do sredine 90-ih let se je
povečalo zanimanje za šolanje na tem področju, kar je pripomoglo k večji kvaliteti in k postavljanju
kliničnih smernic, ki so priporočale kiropraktiko pri lajšanju akutnih bolečin v spodnjem delu
hrbtenice. Kljub temu, da je kiropraktika podvržena skromnim ali neenotnim raziskavam o učinkovitosti, predstavlja pomembno vejo alternativne medicine; število pacientov se povečujeje in v zadnjem času je kiropraktika tudi vedno bolje sprejeta s strani uradne medicine.

## Princip zdravljenja
Moderna kiropraktika temelji na treh hipotezah:
- obstaja povezava med hrbtenico in zdravjem preko živčnega sistema, 
- subluksacije negativno vplivajo na zdravje
- če subluksacije odpravimo, opazimo izboljšanje ali odstranitev bolezni. 

### Subluksacija
Pod pojmom subluksacija si v medicini predstavljamo nekaj drugega kot v kiropraktiki. Subluksacije vplivajo preko spinalnih živcev - blokirajo naravno komunikacijo ali povzročajo bolezen na kakšen drugačen način.
Poznanih je več teorij, kako naj bi subluksacija vplivala na zdravje, vendar nobena ni bila popolnoma potrjena. Kljub mnogim kritikom, je Ameriško Združenje Kiropraktikov leta 1996 sprejelo soglasje, da ta način zdravljenja pomembno izboljša ali odpravi zdravstvene težave ravno preko osredotočanja na subluksacijo. Leto kasneje so izdali monografijo v kateri navajajo, da odstranitev subluksacije vključuje izboljšanje delovanja celotnega organizma, vključno z zdravjem, odnosom med zdravnikom in pacientom ter spremembe v živčnem, mišičnem, vezivnem tkivu.

### Spinalna manipulacija
Gre za aplikacijo določene sile na specifičen predel telesa oziroma posameznega tkiva s terapevtskim namenom. S spinalno manipulacijo (prilagajanje) odpravljamo subluksacije,  izvedena pa mora biti specifično na pravem predelu hrbtenice .
Pri spinalni manipulaciji se poveča območje gibljivosti vretenc preko fiziološkega območja (govorimo o parafiziološkem prostoru) , vendar pri tem ne uničimo sklepne strukture. Kiropraktiki so prepričani, da pride do prekinitve tkivne povezave v sklepu ali da manipulacija vpliva na mehanoreceptorje sklepa ali da modulira vzdražnost CŽS ali pa inhibira C vlakna, ki so udeležena pri zaznavanju bolečine. Nobena od teh hipotez ni znanstveno dokazana.

## Stroka
Na področju kiropraktike poznamo dve večji skupini kiropraktikov. V prvo skupino štejemo tiste, ki se strinjajo z ustanoviteljem kiropraktike in menijo, da obstaja neka naravna komunikacija med hrbtenico in živčno-mišičnim sistemom in da je to v povezavi z zdravjem osebe (imenujemo jih "straights"). Oni v terapiji izvajajo samo tehnike, ki so se primarno uporabljale v samem začetku razvoja kiropraktike . V drugo skupino pa spadajo t. i. "mixers", ki bolj upoštevajo uradno medicino, uporabljajo tudi ostale tehnike za manipulacijo hrbtenice ter vidijo kiropraktiko kot stroko za bolečino v hrbtenici.
Strokovnjaki na področju medicine običajno dajo prednost ostalim metodam alternativne medicine kot pa kiropraktiki . Kiropraktiki zdravijo paciente s skeletnomišičnimi problemi, približno 60% od teh imajo bolečine v spodnjem delu hrbtenice (v ZDA se 13% teh pacientov poslužuje kiropraktike) . Druga pogosta indikacija je bolečina v vratu katero kiropraktiki zdravijo s spinalno manipulacijo na zgornjem predelu hrbtenice. Manipulacija hrbtenice je uporabljena tudi v drugih strokah (osteopatija, fizioterapija, medicina) vendar se je v kiropraktiki izvede več kot 90%. Zdravljenje traja običajno več kot tri mesece, kljub odsotnosti kliničnega izboljšanja . Posvet traja povprečno 22 minut.  Kiropraktiki največkrat izvajajo terapijo sami in imajo v povprečju 3,8 let praktičnega usposabljanja .

## Indikacije
Kiropraktika je uporabljana največkrat pri okvarah skeletno-mišičnega sistema, vendar pa 11-19% pacientov nima takih težav  (terapija se torej ne izvaja samo pri bolečinah v hrbtenici in vratu).
Objavljenih je bilo mnogo študij, da vzroki za probleme v hrbtenici izvirajo iz notranjih organov . Kiropraktika se uporablja tudi pri težavah respiratornega trakta, poškodbah ki ne vključujejo hrbtenice, prebavnih in menstrualnih težavah, infekcijah ušes, težavah v nosečnosti, pri infekcijah, dermatoloških boleznih kože in akutnih težavah urinarnega trakta.

## Diagnostika
Zanesljivost diagnostičnih tehnik v kiropraktiki je dokaj šibka. Običajno rentgensko slikanje in funkcionalna radiografija sta še najbolj zanesljivi metodi pri diagnozi subluksacij . Večina znanstvenikov pa dandanes ugotavlja da je rentgensko slikanje škodljivo in nepotrebno.
V Ameriki se pogosto izvajajo tudi analize urina in krvi, včasih te analize predstavljajo manjše operacije.

## Zdravljenje
Kot že omenjene "mixers" uporabljajo za zdravljenje tudi druge metode kot so: segrevanje, hlajenje, elektroterapija, predlagajo tudi zdrav način življenja, hujšanje in relaksacijo. Po določenem času zdravljenja se izvajajo preventivne meritve tako skeletno-mišičnega sistema kot notranjih organov , kljub temu, da lahko takšni posegi predstavljajo tveganje za pacienta .
Nekateri kiropraktiki napotijo paciente k homeopatu, iridologu in ostalim zdravilcem . Velikokrat se uporabljajo tudi metode, ki niso dokazano zanesljive: homeopatija (46%), kineziologija (38%),... Pravzaprav je kineziologija še najbolj zanesljiva diagnostična metoda .

## Pacienti
Približno 90% oseb se sama odloči za kiropraktiko in v 35% primerih sami plačajo zdravljenje. V ZDA 20 do 30% pacientov obišče kiropraktika 11krat, za bolečino v vratu je povprečno potrebno 25 obiskov , v nekaterih drugih državah pa so te številke nižje .
Vzroki za strah pred kiropraktično terapijo so predvsem možni stranski efekti in pomankanje znanstvenih dokazov. Največkrat ljudje dajejo prednost uradni medicini .

## Raziskave in dokazi

### Učinkovitost
Mnenja o učinkovitosti zdravljenja s kiropraktiko so deljena. Izvedenih je bilo mnogo kontroliranih kliničnih študij o manipulaciji hrbtenice, a rezultati niso enotni. Študije so bile velikokrat slabo načrtovane, upoštevati je potrebno tudi dejstvo, da je pri kiropraksi težje izvesti placebo kontrolirano študijo, kot pri klasičnem načinu zdravljenja. Večina raziskav je obravnavala manipulacijo hrbtenice v splošnem in ne tako osredotočeno na manipulacijo hrbtenice, ki se izvaja v kiropraktiki. Vse to seveda vpliva na kakovost kliničnih študij.
Največ raziskav je bilo izvedenih za uporabo kiropraktike pri lajšanju oz. zdravljenju bolečin v spodnjem delu hrbtenice, vratu ter pri glavobolih. Raziskave o uspešnosti kiropraktičnega zdravljenja zgornjih in spodnjih okončin so redke.
Leta 2010 je bil izveden sistematski pregled raziskav, ki so bile izvedene za lajšanje bolečin v spodnjem delu hrbtenice - večina študij je prišla do zaključka, da manualna manipulacija hrbtenice dosega enaka ali večja izboljšanja bolečine in funkcije hrbtenice v primerjavi z ostalimi pogosto uporabljenimi metodami (kot je fizioterapija, uporaba zdravil klasične medicine, izobraževanje in telovadba), tako pri krajše ali dalj časa trajajoči terapiji. Določene raziskave potrjujejo uspešnost zdravljenja s kiropraktiko pri blečinah vratu (pregled raziskav iz leta 2007, spet druge govorijo o učnkovitosti le ob hkratnem razgibavanju (pregled Cochraine iz leta 2004). Študije so pokazale, da je učinkovitost kiropraktike odvisna od same vrste glavobola (tenzijski glavobol, migrena,...) - tudi tu dokazi niso dovolj trdni za postavitev končnega zaključka o uspešnosti oz. neuspešnosti kiropraktike.
Na podlagi raziskav, ki so bile izvedene v zadnih desetih letih (2000-2010) zaenkrat ne moremo potrditi ali ovreči dejstva, da kiropraktično zdravljenje klinično pomombno vpliva na bolečino ali zmanjšano funkcijo hrbtenice pri ljudeh z bolečinami v spodnjem delu hrbta v primerjavi z drugimi posegi oz. načini zdravljenja.

### Varnost
Kiropraktika v splošnem velja za varno, v kolikor je izvajana pravilno in s strani izkušenih kiropraktikov. Manipulacija se šteje za varno, a kljub temu lahko (tako kot tudi pri ostalih terapevtskih pristopih) pride do zapletov. Poznani so stranski učinki, tveganja in kontraindikacije (kiropraktično zdravljenje se ne izvaja pri osebah z revmatoidnim artritisom, pri nestabilnih sklepih, prav tako je potrebna previdnost pri osteoporozi in ostalih boleznih, kjer je prednostno zdravljnje mehkih tkiv in uporaba manjših sil). Redko pride pri manipulaciji hrbtenice (predvsem zgornjega dela) do zapletov, ki vodijo v trajno disfunkcijo hrbtenice ali smrt (1,46 resnih stranskih učinkov in 2,68 smrti na 10 000 000 manipulacij). Obstaja možnost za poškodbo vratne arterije pri kiropraktičnem posegu vratu. Nekateri kiropraktiki prakticirajo rentgensko slikanje pacientov tudi večkrat letno, kar poveča možnost za nastanek raka.

## Kiropraktika danes
Nekateri kiropraktiki dandanes vidijo kiropraktiko kot eno izmed metod alternativne medicine, vendar je v večini držav obravnavana kot pomoč uradni medicini. Kiropraktiki so uradno prepoznani v približno polovici držav sveta, v Indiji, Kitajski, Rusiji, delih Evrope in predvsem v J Afriki pa kiropraktika ni uradno prepoznana.V ZDA se na leto porabi med 2,4 in 4 bilijonov $ za kiropraktično zdravljenje.
Kiropraktika je v ZDA financirana s strani Medicare-a, velik del tudi s strani javnih in zasebnih zavarovalnic, večine organizacij za vzdrževanje in skrbi za zdravje ter ostalih organizacij.
V vseh 50-ih zveznih državah ZDA podeljujejo licence kiropraktikom. Okrog 60,000 kiropraktikov trenutno izvaja prakso v Severni Ameriki (trikrat več kot med letoma 1970 in 1990). Delež populacije, ki uporablja kiropraktiko, se je v zadnjih 24. letih podvojilo. Kiropraktika se zelo hitro širi; samo v ZDA vsako leto konča izobraževanje na tem področju več kot 4,000 študentov, v ZDA je bilo leta 2010 približno 100,000 kiropraktikov .